# Arthur Mamou-Mani
Arthur Georges Joel Mamou-Mani, AAdip ARB/RIBA FRSA (sinh ngày 5 tháng 2 năm 1983 tại Paris) là một kiến trúc sư người Pháp. Mamou-Mani là giám đốc kiến trúc và thiết kế thực hành Mamou-Mani Ltd chuyên về một loại pop-up mới, chế tạo kỹ thuật số dẫn đến kiến trúc.

## Tiểu sử
Ông là giảng viên tại Đại học Westminster ở Luân Đôn và sở hữu một phòng thí nghiệm chế tạo kỹ thuật số được gọi là FabPub. Mamou-Mani đã đưa ra các bài phát biểu bao gồm hội nghị TEDx tại Hoa Kỳ, Hội thảo Develop3D Live và Đại học Kỹ thuật Đài Bắc tại Đài Loan. Tác phẩm của ông đã được giới thiệu tại Triển lãm quy trình ở Thượng Hải và tại Sto Werkstatt ở Luân Đôn. Ông hiện đang sống ở Luân Đôn.
Ông học tại École nationale supérieure d'architecture de Paris-Malaquais và tại Luân Đôn, năm 2003, tại Trường Kiến trúc của Hiệp hội Kiến trúc. Sau đó ông làm việc tại Zaha Hadid Architects, Ateliers Jean Nouvel và Proctor and Matthews Architects trong vong ba năm. Năm 2011, anh bắt đầu dạy Diploma Studio 10 tại trường đại học Westminster với Toby Burgess. Để cho phép sinh viên của họ chia sẻ ý tưởng của họ, cả hai đều tạo ra nền tảng trực tuyến WeWantToLearn.net nhận 600.000 lượt xem kể từ khi tạo. Arthur cũng thành lập công ty Mamou-Mani của mình vào năm 2011. Các dự án bao gồm Vườn ma thuật cho Karen Millen và 3D Pop-Up Studio cho trung tâm mua sắm Xintiandi ở Thượng Hải, một trong những gian hàng in 3D hoàn chỉnh dựa trên thành phần (với Andrei Jipa và Stephany Xu) Một dự án pop-up khác là "Phòng vừa khít" được thiết kế với sự cộng tác của James K. Cheung của ARUP Associates một cây origami lớn được làm bằng 500 miếng polypropylene cắt bằng laser. Vào tháng 3 năm 2016, anh tham gia với Maggie Aderin-Pocock, Toby Burgess,Linda Aitken và Els Leclerq, với một báo cáo của Samsung khám phá những câu hỏi như "Chúng ta sẽ sống như thế nào, chúng ta sẽ làm việc như thế nào;chúng ta sẽ thư giãn như thế nào".
Năm 2018, ông xây dựng Galaxia, ngôi đền in 3D Burning Man. Ông là kiến trúc sư không phải người Mỹ đầu tiên được chọn cho tác phẩm nghệ thuật này.

## Giải thưởng
- 2013: Màn hình RIBA tốt nhất của Crown Estate cho "The Magic Garden" tại cửa hàng hàng đầu của Karen Millen trên Phố Regent[21]
- 2014: Trưng bày Giáng sinh tốt nhất VM & Display [22]
- 2016: Thành viên của Hội Hoàng gia vì sự khuyến khích nghệ thuật, sản xuất và thương mại.